# Амфілохій Хотинський
Амфілохій Хотинський (*бл. 1735 — †1800, Бедень) — молдавський автор і перекладач дидактичної літератури, знавець творчості давньогрецьких філософів, архієпископ Хотинський.

## Біографія
Припускають, що він народився у північних районах Молдавського князівства, можливо, в Бессарабії, а початкову освіту здобув у школі Путнянського монастиря (Південна Буковина). Частина дослідників вважає, що він вивчав богослов'я в КМА. У Києві навчався малярству. Вільно володів давньогрецькою, латинською, італійською мовами, дехто додає сюди ще й церковно-слов'янську мову. У 1768 р. він уже був архієпископом Хотинським, всіляко сприяв розвиткові шкільної освіти у краї. 1771–1772 Амфілохій здійснив подорож до Італії, після якої не повернувся до Хотина, а осів у скиті Загавія в с. Беден, поблизу містечка Хирлеу, неподалік столиці Молдавського князівства м. Ясси. Тут він помер і похований.

## Діяльність
Амфілохій — знавець творів давньогрецьких філософів та мислителів і вчених Нового часу. Як просвітитель прагнув поєднувати досягнення науки з основними догматами православної віри. 1795 у друкарні Ясської митрополії він надрукував «Gramatica teologhiceascâ scoasâ în limba moldoveneascâ de pe Bogoslovia lui Platon, arhiepiscopul de Moscva» («Богословська граматика, перекладена молдавською мовою за „Богословієм“ Платона [Левшина], архієпископа Московського»). У 1795 р. видав у тій самій друкарні перекладений ним з італійської мови підручник французького автора Клода Бюфф'є «De obte gheografie pe limba moldoveneascâ scoasâ acuma de pe gheografia lui Buffier» («Загальна географія, перекладена тепер молдавською мовою за географією Бюфф'є»), до якого додав розділи про Молдову і Трансильванію, хронологічний список молдовських господарів та власні враження від поїздки до Італії. Третій підручник, виданий тоді ж, являв собою переробку книжки італійця Алессандро Конті «Elementi arithmetice arâtate fire^ti» («Основи арифметики, природно показані»), до якої включив матеріали із деяких інших італійських джерел. Підручник написано у формі діалогу між учителем та учнем. У ньому є розділи, що стосувалися місцевих звичаїв, наприклад, про міри довжини, використовувані молдаванами. У Києві в бібліотеці КДА зберігався анонімний рукопис підручника з фізики, перекладеного з італійської мови. Авторство його також приписують Амфілохію Хотинському.